# Henotesia avelona
Henotesia avelona är en fjärilsart som beskrevs av Ward 1870. Henotesia avelona ingår i släktet Henotesia och familjen praktfjärilar. Inga underarter finns listade i Catalogue of Life.